# مونواستابل

.

مونوستابل (به انگلیسی: monostable) یک نوع از مولتی‌ویبراتورها است.
مونوستابل دارای یک حالت پایدار است و در صورت اعمال تریگر مناسب به حالت ناپایدار منتقل شده ولی بعد از از گذشت زمانی مشخص مجدداً به حالت پایدار بر می‌گردد.
مونوستابل را به کمک ترانزیستور، تقویت‌کننده عملیاتی و تراشه زمان‌سنج ۵۵۵ می‌توان ساخت.

## تحلیل مونوستابل باترانزیستور

مونوستابل

- حالت پایدار: خازن C۱ شارژ و مدار باز است.

چون ترانزیستور Q۲ از طریق مقاومت R۲ به منبع تغذیه متصل است اشباع می‌شود و ترانزیستور Q۱ خاموش است. مدار در این حالت پایدار است.
- حالت ناپایدار: اگر تریگر اعمال شود و ترانزیستور Q۲ را خاموش شود، این حالت پایدار نیست چون خازن C۱ اتصال باز است و ترانزیستور Q۲ به کمک منبع تغذیه روشن شده، ترانزیستور Q۱ را خاموش می‌کند. پس مدار فقط یک حالت پایدار دارد. (خازن از طریق منبع تغذیه، مقاومت R۲ و ترانزیستور Q۱ شارژ می‌شود)

## مونوستابل باتراشه زمان‌سنج ۵۵۵

مونوستابل با آی سی تایمر ۵۵۵

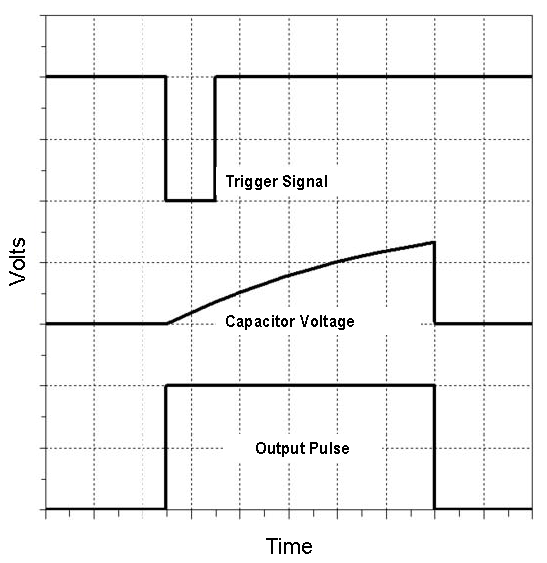
تریگر، شکل موج خازن و خروجی در مونواستابل

مونوستابل دارای یک حالت پایدار است و در صورت اعمال تریگر مناسب به حالت ناپایدار منتقل شده، ولی بعد از گذشت زمان مشخص t به حالت پایدار برمی‌گردد.
- توضیح عملکرد: فرض کنیم ابتدا خروجی در حالت low باشد، پس ترانزیستور در حالت اشباع است. در این حالت مدار هیچ تغییر وضعیتی پیدا نمی‌کند و این حالت پایدار است. با اعمال یک تریگر مناسب با ولتاژ منفی، خروجی آی سی High می‌شود. در این حالت ترانزیستور خاموش می‌شود و مسیر برای شارژ خازن فراهم می‌شود. ولتاژ خازن از صفر ولت، شروع به افزایش کرده و به سمت Vcc حرکت می‌کند ولی هرگز به Vcc نمی‌رسد چون خازن به پایه آستانه متصل است و به محض رسیدن ولتاژش به ۲/۳Vcc (دو سوم ولتاژ منبع تغذیه) خروجی آی سی مجدداً low می‌شود و مدار به حالت پایدار برمی‌گردد.

رابطه زمان High بودن خروجی عبارت است از:
{\displaystyle t=RC\ln(3)\approx 1.1RC}
این زمان با مقادیر مقاومت و خازن رابطه مستقیم دارد. به جای مقاومت می‌توان یک پتانسیومتر قرار داد تا به زمان‌های مختلف دست یافت.

## پیوند مرتبط
بای استابل
آستابل